# Itoplectis curticauda
Itoplectis curticauda är en stekelart som först beskrevs av Joseph Kriechbaumer 1887.  Itoplectis curticauda ingår i släktet Itoplectis och familjen brokparasitsteklar. Enligt den finländska rödlistan är arten sårbar i Finland. Arten är reproducerande i Sverige. Artens livsmiljö är skogar. Utöver nominatformen finns också underarten I. c. brevaca.